# Marcin Bachleda
Marcin Bachleda (* 4. September 1982 in Zakopane) ist ein ehemaliger polnischer Skispringer und heutiger Skisprungtrainer.

## Werdegang
Bachleda, der seit seinem 11. Lebensjahr skispringt, wurde 1999 in die Nationalmannschaft aufgenommen. Sein internationales Debüt gab er bei der Nordischen Skiweltmeisterschaft 1999 in Ramsau am Dachstein. Der damals von Stanisław Murzyniak trainierte Bachleda erreichte dabei den 49. Platz von der Großschanze. Am 4. Februar 2001 gab er in Willingen sein Debüt im Skisprung-Weltcup. Dort konnte er aber keine vorderen Platzierungen erreichen und startete somit weiter parallel im Skisprung-Continental-Cup, in dem Bachleda bereits seit 1999 antrat. Am 30. November 2002 erreichte er mit Platz elf beim Springen in Kuusamo sein bisher bestes Weltcup-Resultat. Bei der Nordischen Skiweltmeisterschaft 2003 in Val di Fiemme sprang Bachleda auf den 36. Platz von der Normal- und auf den 27. Platz von der Großschanze. Im Teamspringen erreichte er gemeinsam mit Robert Mateja, Tomisław Tajner und Adam Małysz den 7. Platz. Am 20. Juli 2003 konnte er in Calgary erstmals ein Continental-Cup-Springen gewinnen. Eine Woche später wiederholte er diesen Erfolg auf den Utah Olympic Park Jumps in Park City. Bei der Nordischen Skiweltmeisterschaft 2005 in Oberstdorf erreichte er den 30. Platz von der Normal- und den 47. Platz von der Großschanze. Im Teamspringen von der Normalschanze wurde er mit der Mannschaft Sechster, von der Großschanze Neunter. Die Saison 2005/06 konnte er im Continental Cup erfolgreich beenden und gewann nach mehreren Einzelsiegen und zweiten Plätzen die Gesamtwertung im Sommer. Im Winter erreichte er den 33. Platz. Am 13. Oktober 2007 wurde er polnischer Vizemeister im Einzel. Nach diesem Erfolg wurde er im Dezember erneut in das Weltcup-Team aufgenommen und startete ab 8. Dezember 2007 wieder im Weltcup. Erst im Februar 2008 konnte er dabei jedoch wieder Weltcup-Punkte gewinnen und landete in Sapporo auf dem 26. Platz. Nachdem er zu Beginn der Weltcup-Saison 2008/09 mehrmals die Qualifikation verpasst hatte, startete er ab Februar 2009 wieder fest im Continental Cup. Am 20. Februar 2009 konnte er mit der Silbermedaille von der Normalschanze bei der Winter-Universiade 2009 im chinesischen Yabuli seinen größten internationalen Erfolg feiern.
Zu Beginn der Weltcup-Saison 2009/10 nach einem verpassten zweiten Durchgang in Kuusamo in Lillehammer wieder erfolgreich punkten. Im Anschluss daran verlief es für Bachleda durchwachsen, so dass er Ende Dezember in Engelberg im Skisprung-Continental-Cup an den Start ging, statt zur Vierschanzentournee 2009/10 zu reisen. Bei Skiflug-Weltcup am Kulm im Januar konnte er sich nach einem guten 14. Platz in der Qualifikation im Wettbewerb nicht durchsetzen und wurde 30 und 34. In Sapporo gelang ihm kurze Zeit später noch einmal ein Punktegewinn, bevor er bis Ende der Saison ohne Erfolge blieb. Daraufhin wechselte er im Februar wieder in den Continental Cup und sprang dort von Anfang an vorn mit. In Kuusamo zum Saisonende verpasste er mit Rang vier nur knapp das Podium.
Auch im Sommer 2010 landete er mehrfach unter den besten zehn. Zu Beginn der Saison 2010/11 bekam er auf Grund dieser guten Leistungen erneut einen Platz im Weltcup-Kader. Beim Team-Weltcup in Kuusamo landete er mit der Mannschaft auf dem fünften Rang, bevor er im Einzelspringen bereits erneut nach Runde eins ausscheiden musste. Am 18. Dezember 2010 gelangen ihm in Engelberg der einzige Weltcup-Punktegewinn der Saison. Ende Januar 2011 wechselte er daraufhin wieder in den Continental Cup. Dort blieb er jedoch auch bis Saisonende ohne Erfolg. Zwar gewann er meist Punkte, auf vorderen Plätzen landete er jedoch nicht. Auch zur Saison 2011/12 verblieb er im B-Kader. Lediglich beim Weltcup-Springen in Zakopane im Januar 2012 ging er an den Start, kam aber über den ersten Durchgang erneut nicht hinaus.
Nachdem er zum Saisonende 2011/12 und auch im Sommer 2012 mit seinen Leistungen zu kämpfen hatte, bekam er für die Saison 2012/13 keinen Startplatz im Nationalteam. Lediglich für das Continental-Cup-Springen in Zakopane am 5. und 6. Januar 2013 wurde er nominiert und erreichte dabei einen 11. und einen 54. Platz.
Bachleda ist verheiratet und hat einen Sohn.

## Erfolge

### Weltcup-Platzierungen
| Saison  | Platz | Punkte |
| ------- | ----- | ------ |
| 2001/02 | 55.   | 26     |
| 2002/03 | 42.   | 77     |
| 2003/04 | 52.   | 27     |
| 2004/05 | 85.   | 03     |
| 2007/08 | 78.   | 05     |
| 2008/09 | 82.   | 03     |
| 2009/10 | 59.   | 32     |
| 2010/11 | 67.   | 06     |

### Grand-Prix-Platzierungen
| Saison | Platz | Punkte |
| ------ | ----- | ------ |
| 2005   | 60.   | 09     |
| 2007   | 32.   | 60     |
| 2008   | 36.   | 63     |
| 2009   | 56.   | 20     |
| 2010   | 48.   | 20     |